# Braxton Jones
Braxton Jones (Murray, 27 marzo 1999) è un giocatore di football americano statunitense che milita nel ruolo di offensive tackle per i Chicago Bears della National Football League (NFL).

## Carriera

### Chicago Bears
Jones al college giocò a football alla Southern Utah University. Fu scelto nel corso del quinto giro (168º assoluto) nel Draft NFL 2022 dai Chicago Bears. Debuttò come professionista partendo come titolare nella gara del primo turno vinta contro i San Francisco 49ers. La sua prima stagione si chiuse disputando tutte le 17 partite come titolare, venendo inserito nella formazione ideale dei rookie dalla Pro Football Writers of America..

## Palmarès
- PFWA All-Rookie Team - 2022